# 함성욱
함성욱(咸晟昱, 일본식 이름: 江原誠郁에하라 아키유, 1893년 10월 17일 ~ ?)은 일제강점기의 법조인으로, 원적지는 평안북도 초산군 초산면이다.

## 생애
1917년 3월 20일 경성전수학교를 졸업했다. 해주지방법원 재령지청(1918년), 광주지방법원 순천지청(1920년 ~ 1921년), 광주지방법원 목포지청(1922년 ~ 1923년), 해주지방법원 송화지청(1924년 ~ 1925년)에서 서기 겸 통역생으로 근무했으며, 1926년부터 1929년까지 해주지방법원 서기로 근무했다.
부산지방법원 밀양지청(1929년 12월 28일 임명)과 광주지방법원 순천지청(1932년 2월 15일 임명), 전주지방법원 정읍지청(1936년 8월 14일 임명)에서 판사로 근무했고, 1944년 3월 25일부터 1945년 8월 광복 때까지 부산지방법원 밀양지청 판사로 근무했다. 조선총독부 판사 재직 시절 독립 운동가 이완식에게 징역형을 선고하는 등 항일 독립 운동 관련 재판 9건에 참여했으며, 1938년 3월 9일 일본 정부로부터 훈6등 서보장, 1943년 4월 10일 훈5등 서보장을 받았다.
민족문제연구소의 친일인명사전 수록자 명단의 사법 부문, 친일반민족행위진상규명위원회가 발표한 친일반민족행위 705인 명단에 포함되었다.

## 참고 자료
- 친일반민족행위진상규명위원회 (2009). 〈함성욱〉. 《친일반민족행위진상규명 보고서 Ⅳ-19》. 서울. 143~155쪽.